# Ciudad Abierta (Ritoque)

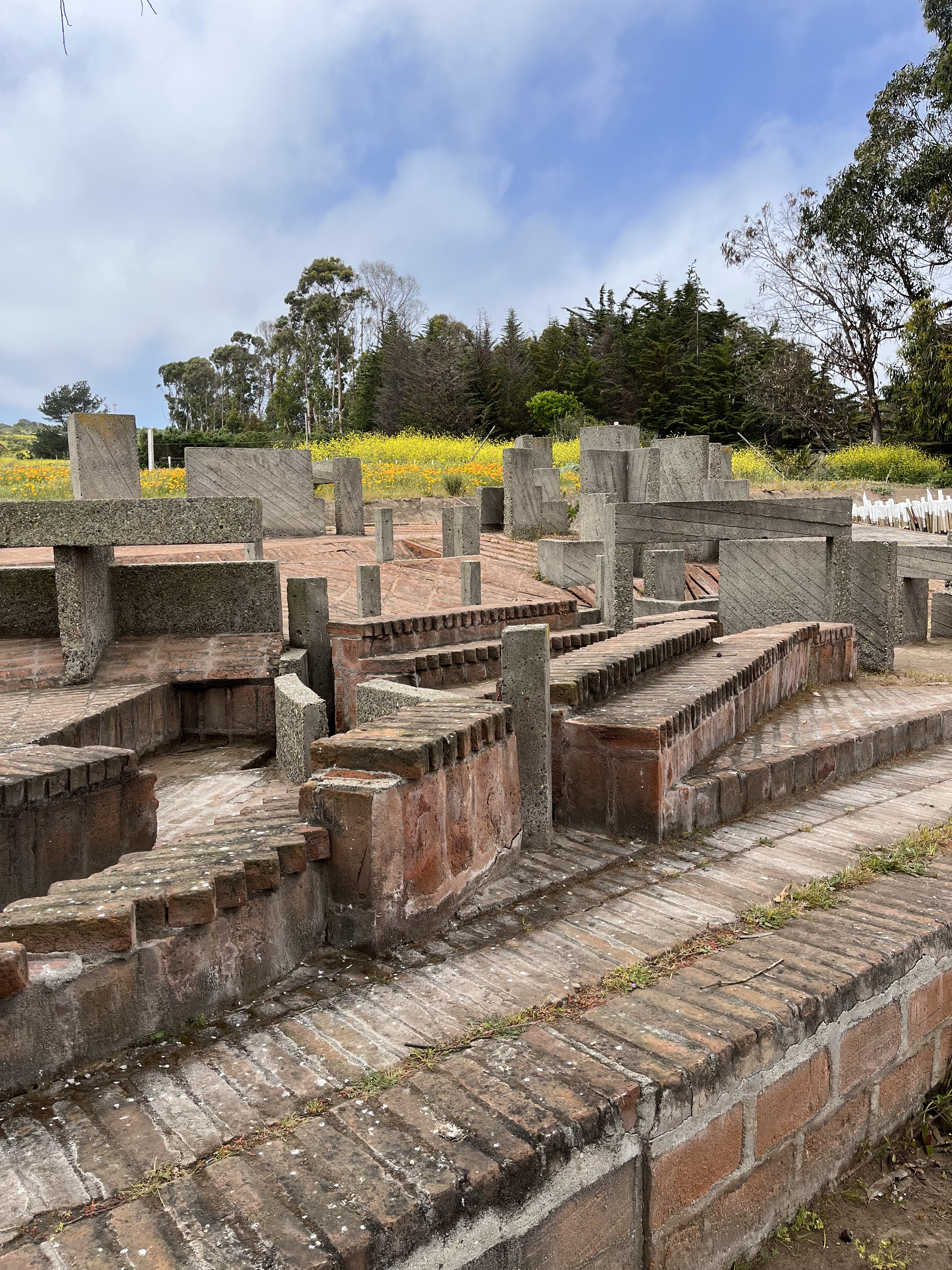
Construcciones de ladrillo en el cementerio de Ciudad Abierta (Ritoque)

La Ciudad Abierta es un campo de experimentación arquitectónica chileno, situado en el sector Punta de Piedra, en la localidad de Ritoque, Comuna de Quintero, Región de Valparaíso.

## Historia
En 1969, los profesores y alumnos de la Escuela de Arquitectura de la Universidad Católica de Valparaíso forman la Cooperativa Amereida. El año 1971 la Cooperativa compra una extensión de terreno de unas 300 hectáreas, al norte del Río Aconcagua, compuesto por un campo dunar, humedales, quebradas, campo y adyacente a la playa por 3 kilómetros, conformando los terrenos donde hoy se sitúa la Ciudad Abierta. En dicho campo de experimentación se construyen diversas obras de arquitectura y diseño.
Con motivo de la exposición La invención de un mar: Amereida 1965-2017 en el Museo de Bellas Artes de Santiago, la arquitecta Victoria Jolly y el cineasta Javier Correa, curadores de la muestra, explicaron la idea detrás de Amereida:
Si bien Amereida no es un proyecto político, poéticamente es altamente revolucionario".

El poeta chileno Manuel Sanfuentes, miembro de la comunidad, describe así el paisaje y la manera de intervenir en este:
"La mitad de la Ciudad Abierta son dunas. Es un paisaje muy abstracto. Y la duna tiene la gracia de que tus huellas se borran. Vuelves al otro día y la duna está intacta. Ellos nombraron esto como el volver a no saber. El modo de emprender las obras de la Ciudad Abierta pasa siempre por volver a no saber".

## Publicaciones relacionadas
En octubre de 1996 el MIT Press, publicó el libró de Ann M. Pendleton-Jullian  denominado Road that Is Not a Road and the Open City, Ritoque, Chile, libro que también trata sobre la Ciudad Abierta, incluyendo más de 100 fotografías de la misma.
Posteriormente, en el año 2000 la editorial Editrice Dedalo Roma, publicó el libro de Massimo Alfieri La ciudad abierta. Una comunità di architetti, una architettura fatta in comune, que trata sobre la Ciudad Abierta y la comunidad de arquitectos detrás de ella.
En 2003 los arquitectos y académicos chilenos Rodrigo Pérez de Arce y Fernando Pérez Oyarzún publicaron Escuela de Valparaíso – Ciudad Abierta , un libro lanzado por las editoriales TANAIS (España), Mc Gill Queens (Canadá) y Birkhauser (Alemania).

## Obras

### Obras Exteriores en la Ciudad Abierta
- 1972 Ágora de Tronquoy (destruida)
- 1972 Sala de música
- 1976 Cementerio
- Interiores del cementerio de Ciudad Abierta de Ritoque1976 Pozo
- 1978 Ágora de los Huéspedes

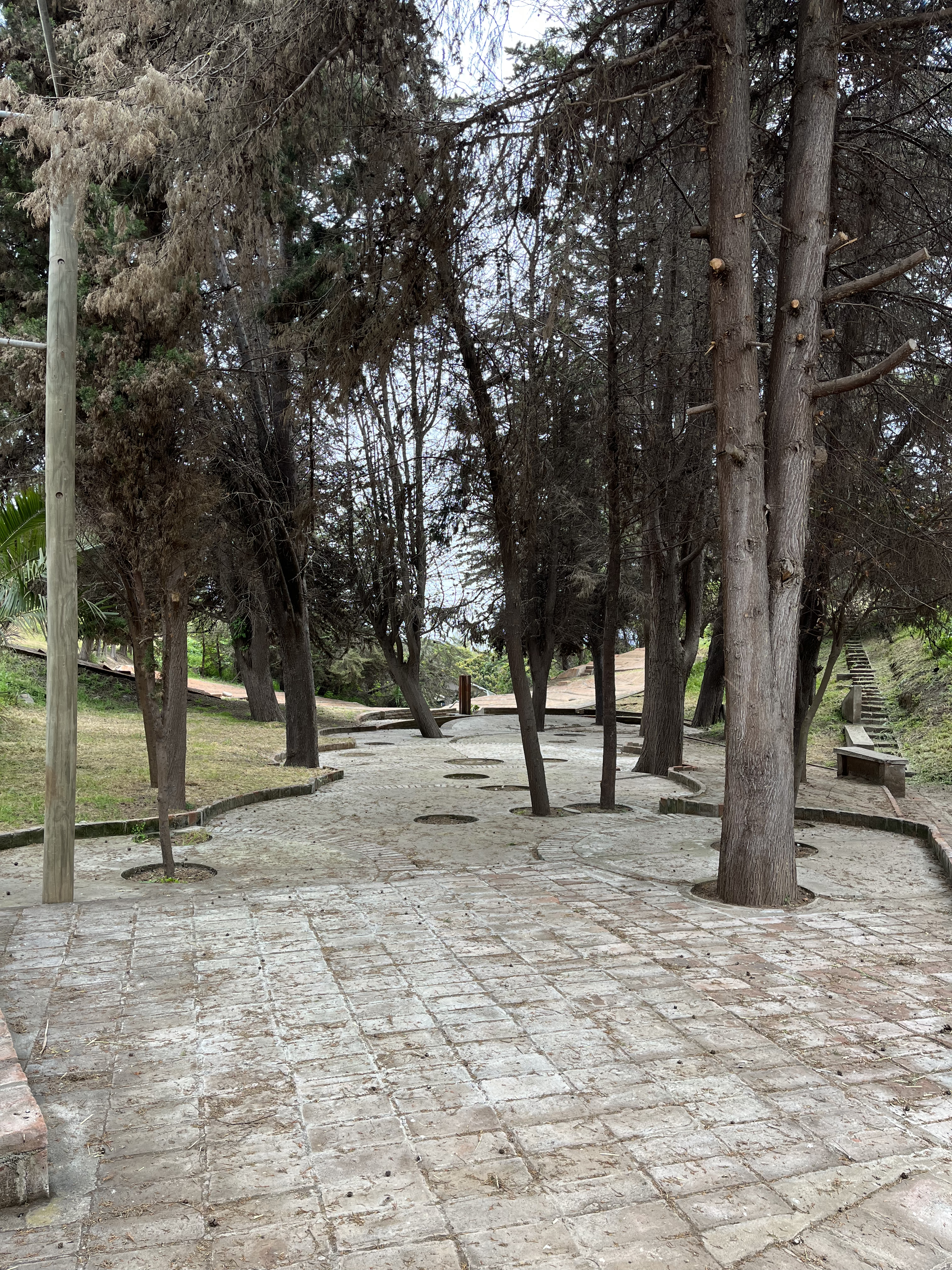
Interiores del cementerio de Ciudad Abierta de Ritoque

- 1980 y 1992 (reconstrucción) Torres del Agua (destruidas el año 2010)
- 1982 Palacio del Alba y el Ocaso
- 1982 Jardín Cenotafio de Bo
- 1983 Faubourg
- 1996 Mesa del Entreacto
- 1999 Capilla
- 2001 Anfiteatro al Aire Libre

### Obras Interiores en la Ciudad Abierta
- 1981-2000 Hospedería del Errante
- 1985 Hospedería de la Entrada